# Teresa Soroka-Frąckowska
Teresa Jadwiga Soroka-Frąckowska (ur. 11 sierpnia 1960 w Wałczu) – polska wioślarka, olimpijka z Moskwy (1980).
Należała do klubu sportowego MKS Wałcz. Jej trenerami byli: Ryszard Świerczyński (trener klubowy) i Ryszard Koch (trener kadry).
W 1980 ukończyła Liceum Ogólnokształcące im. Kazimierza Wielkiego w Wałczu. Wyjechała do Berlina (Niemcy).

## Osiągnięcia sportowe
- 1979 – mistrzyni Polski;
- 1979 – 12. miejsce podczas Mistrzostw Świata w Bledzie (czwórka ze sternikiem, w osadzie razem z K. Ambros, Wandą Piątkowską-Kiestrzyn, Beatą Kamudą-Dudzińską, Grażyną Różańską-Pawłowską - sterniczka);
- 1980 - uczestniczka Igrzysk Olimpijskich w Moskwie, w osadzie razem z Urszulą Niebrzydowską-Janikowską, Ewą Lewandowską-Pomes, Wandą Piątkowską-Kiestrzyn, Jolantą Modlińską, Krystyną Ambros-Żurek, Beatą Kamudą-Dudzińską, Wiesławą Kiełsznia-Buksińską, Grażyną Różańską-Pawłowską (sterniczka) – ósemki, odpadły z konkurencji – po 3. miejscu w przedbiegach (3:25.15), a następnie 4. miejscu w repesażach (3:24.04);
- 1980 - mistrzyni Polski.